# Villar de los Navarros
Villar de los Navarros là một đô thị ở tỉnh Zaragoza, Aragon, Tây Ban Nha. Theo điều tra dân số 2004 của Viện thống kê Tây Ban Nha (INE), đô thị này có dân số là 143 người. Diện tích đô thị này là 49,5 ki-lô-mét vuông.Đô thị này nằm ở độ cao 892 m trên mực nước biển. Trận Villar de los Navarros diễn ra ở đây năm in 1837.